# Mimi z Trynidad
Mimi z Trynidad (ang.  Minnie From Trinidad) – utwór nagrany m.in. przez Martę Mirską i wydany jako singel przez wytwórnię  Melodje.
Autorem oryginalnego utworu Minnie from Trynidad był amerykański kompozytor Roger Edens, który tę i wiele innych piosenek napisał dla Judy Garland, która wykonała ją jako pierwsza. 
W nagraniu wersji piosenki śpiewanej przez Martę Mirską artystce towarzyszyła Orkiestra Jazzowa A.B. Guzińskiego. Utwór w swoim repertuarze miały także inne polskie wykonawczynie: Siostry Triola i Siostry Do-Re-Mi. Na naklejce polskiej płyty nie podano autora polskiego przekładu słów piosenki (w KPPG wymienione jest nazwisko lub pseudonim: Kiulin).
Na stronie B płyty umieszczono fokstrota „Chi-baba, chi-baba (My bambino go to sleep)”. Utwór śpiewany był m.in. przez Perry’ego Como, a później Peggy Lee. Autorami tej piosenki byli w 1947 Amerykanie: Mack David, Jerry Livingstone i Al Hoffman. Na naklejce polskiej płyty jako autor wymieniony jest „David”, a jako autora słów podano: „Niemira”. W tym utworze Marcie Mirskiej akompaniowała Orkiestra Jazzowa J. Maćkowiaka.
Płyta, 10-calowy, szelakowy singel odtwarzany z prędkością 78 obrotów na minutę, wydana została przez należącą do Mieczysława Wejmana wytwórnię Mewa. Płyta otrzymała etykietę z nazwą Melodje (której Wejman używał dla części wydawanych przez siebie płyt) i numer kolejny 236 (numery matryc: 48680 i  48704).
Mimi z Trynidad ukazała się później na stronie B płyty wydanej przez Muzę, a dokładniej przez Zakłady Fonograficzne w Warszawie (Muza), z numerem 2218. Na stronie A Mirska śpiewała utwór Piosenka przypomni ci.
W  katalogu płyt "Melodje" z 1949 roku jako orkiestra przy piosence Mimi z Trinidat  widnieje orkiestra J. Maćkowiaka, chociaż na naklejce płyty jak wyżej wspomniano, jest orkiestra A. B. Grudzińskiego

## Muzycy
- Marta Mirska – śpiew
- Orkiestra Jazzowa A.B. Guzińskiego (a)
- Orkiestra Jazzowa J. Maćkowiaka (b)

## Lista utworów
Strona A
1. „Mimi z Trynidad” – rumba

Strona B
1. „Chi-baba, chi-baba” – fokstrot